# Norbert Bisky
Norbert Bisky (Lipsia, 10 ottobre 1970) è un pittore tedesco.
È considerato uno dei più importanti artisti tedeschi contemporanei e rappresentante della pittura figurativa del XXI secolo.

## Vita ed opere
Norbert Bisky è cresciuto nella RDT. La fine dei suoi anni scolastici coincideva con la caduta del muro di Berlino. Nel 1993 ha visitato la Freie Kunstschule Berlin e ha deciso di dedicarsi allo studio dell'arte.
Bisky studiò dal 1994 al 1999 alla Hochschule der Künste con Georg Baselitz, frequentò la Salzburger Sommerakademie nella classe di Jim Dine e finì uno studio del maestro con Baselitz nel 1999. Suo padre Lothar è stato leader, insieme a Lafontaine, del partito Die Linke.
Da marzo 2025 Norbert Bisky è rappresentato dalla galleria Esther Schipper.

## Esposizioni
2024
- Ludology, Galerie Templon, New York[5]

2023
- Im Freien, Kunstverein Freunde Aktueller Kunst, Zwickau, Germania[6]
- Swing State, Navot Miller & Norbert Bisky, Weserhalle, Berlino[7]

2022
- UTOPIANISTAS, Galerie Templon, Parigi
- Taumel, König Galerie, Berlino[8]
- Kurpark, Cokkie Snoei Gallery, Rotterdam[9]
- Walküren-Basislager, Staatsoper Stuttgart, Stuttgart, Germania[10]
- Mirror Society, SCAD Museum of Art, Savannah, USA[11]

2021
- DISINFOTAINMENT, G2 Kunsthalle, Lipsia, Germania[12]

2020
- Unrest, Fabienne Levy, Losanna[13]
- Metrocake, KÖNIG TOKIO, Tokyo, Giappone[14]
- Berlin Sunday, Le Confort Moderne, Poitiers[15]
- Desmadre Berlin, Galerie Templon, Parigi[16]

2019
- RANT, Villa Schöningen, Potsdam[17] / POMPA, St. Matthäus-Kirche, Berlin[18]
- TAINTED LOVE / CLUB EDIT, Villa Arson, Nizza[19]

2018
- Fernwärme, Museum Langmatt, Baden, Svizzera[20]
- Hope and Hazard: A Comedy of Eros, Hall Art Foundation, Reading, Stati Uniti d'America[21]
- Boezemvriend, Cokkie Snoei Gallery, Rotterdam

2017
- Trilemma, König Galerie, Berlino[22]
- Die Revolution ist tot. Lang lebe die Revolution!, Kunstmuseum Bern, Berna, Svizzera[23]
- MISSING: Der Turm der blauen Pferde by Franz Marc – Contemporary artists in search of a lost masterpiece, Haus am Waldsee, Berlin[24]

2016
- Dies Irae, Crone Wien, Vienna
- A FUGA, Galeria Baró, São Paulo
- Elective Affinities – German Art Since The Late 1960s, Latvian National Museum of Art, Riga, Lettonia[25]
- Zeitgeist – Arte da Nova Berlim, Centro Cultural Banco do Brasil, Rio de Janeiro[26]

2015
- Hérésie, Galerie Daniel Templon, Bruxelles
- Levinsky Street, Givon Art Gallery, Tel Aviv
- Balagan, Bötzow Berlin, Berlino
- Black Bandits, Haus am Lützowplatz, Berlino[27]

2014
- Zentrifuge, Kunsthalle Rostock, Rostock, Germania
- Works on Paper, Galerie Daniel Templon, Parigi
- Riots, Espacio Minimo, Madrid
- 10, Berghain, Berlino
- Utopie Picturale 2, Fonderie Kugler, Ginevra, Svizzera[28]

2013
- Norbert Bisky: Special Report, MEWO Kunsthalle, Memmingen, Germania[29]
- Paraisópolis, Galerie Crone, Berlino

2012
- Stampede, Leo Koenig Inc., New York
- I am a Berliner, Tel Aviv Museum of Art, Tel Aviv, Israel[30]
- Laboratories of the Senses, MARTa Herford, Herford, Germany[31]

2011
- A Retrospective. Ten Years Of Painting, Kunsthalle Marcel Duchamp, Cully, Svizzera
- Decompression, Galerie Daniel Templon, Parigi

2010
- befall, Galerie Crone, Berlino[32]
- Maudit, Galerie Charlotte Moser, Ginevra, Svizzera

2009
- Mandelkern, Kunstverein Dortmund, Dortmund, Germania
- crossing jordaan, Cokkie Snoei, Rotterdam e Amsterdam
- Nefasto Máximo, Galería Espacio Mínimo, Madrid
- Norbert Bisky: Paintings, Haifa Museum of Art, Israel

2008
- cloud cuckoo land, Gallery Mirchandani + Steinruecke, Mumbai
- privat, Galerie Crone, Berlino
- minimental, Cokkie Snoei Gallery, Rotterdam

2007
- What's wrong with me, Leo Koenig Inc., New York
- Behind Innocence, Gallery Hyundai, Seul
- It wasn't me, Haus am Waldsee, Berlino

2006
- Total Care, Contemporary Art Center, Vilnius
- es tut mir so leid, Galerie Michael Schultz, Berlino

2005
- Norbert Bisky, Studio d´Arte Cannaviello, Milano
- Déluge, Galerie Suzanne Tarasiève, Parigi
- Malerei, Künstlerhaus Bethanien, Berlino

2004
- The Proud, the Few, Leo Koenig Inc., New York
- Abgesagt, Mannheimer Kunstverein, Mannheim, Germania
- Opkomst en Verval, Cokkie Snoei Gallery, Rotterdam

2003
- Schlachteplatte, Galerie Michael Schultz, Berlino

2002
- Museum Junge Kunst, Francoforte sull'Oder

2001
- Wir werden siegen, Galerie Michael Schultz, Berlino
- Almauftrieb, Kulturbrauerei Prenzlauer Berg, Berlino
- Vorkämpfer, Chelsea Kunstraum, Colonia

## Collezioni pubbliche
- Hall Art Foundation
- MoMA[33]
- Palm Springs Art Museum, Palm Springs
- Museo nazionale di arte contemporanea, Corea
- Museo d'Israele, Gerusalemme[34]
- Fonds National d'Art Contemporain, Parigi, Francia
- Berlinische Galerie, Berlin, Germania
- Deutsche Bank Collection, Francoforte sul Meno, Germania
- G2 Kunsthalle, Lipsia, Germania
- Kunsthalle Rostock, Rostock, Germania
- Museum der bildenden Künste Leipzig
- Brandenburgisches Landesmuseum für moderne Kunst, Francoforte sull'Oder, Germania
- Museum Ludwig
- Stiftung Kunstforum der Berliner Volksbank, Berlin, Germania
- Staatliche Kunsthalle Karlsruhe, Karlsruhe, Germania
- Staatsgalerie Stuttgart, Stuttgart, Germania
- Schloßmuseum Murnau, Murnau am Staffelsee, Germania
- Ellipse Foundation, Portugallo
- The MER Collection, Segovia, Spagna